# Fledermausfalke
Der Fledermausfalke (Falco rufigularis; Syn.: Falco albigularis) ist eine fleischfressende Vogelart aus der Familie der Falkenartigen (Falconidae). Die vornehmlich in tropischen Wäldern lebende Art ist über weite Teile Süd- und Mittelamerikas verbreitet und gilt als nicht gefährdet. Neben den namensgebenden Fledermäusen jagen diese Falken vor allem kleinere Vögel und große Insekten. Fledermausfalken leben ganzjährig in Paaren und verteidigen ihr Territorium auch gegen deutlich größere Eindringlinge.

## Merkmale

### Körperbau und Aussehen

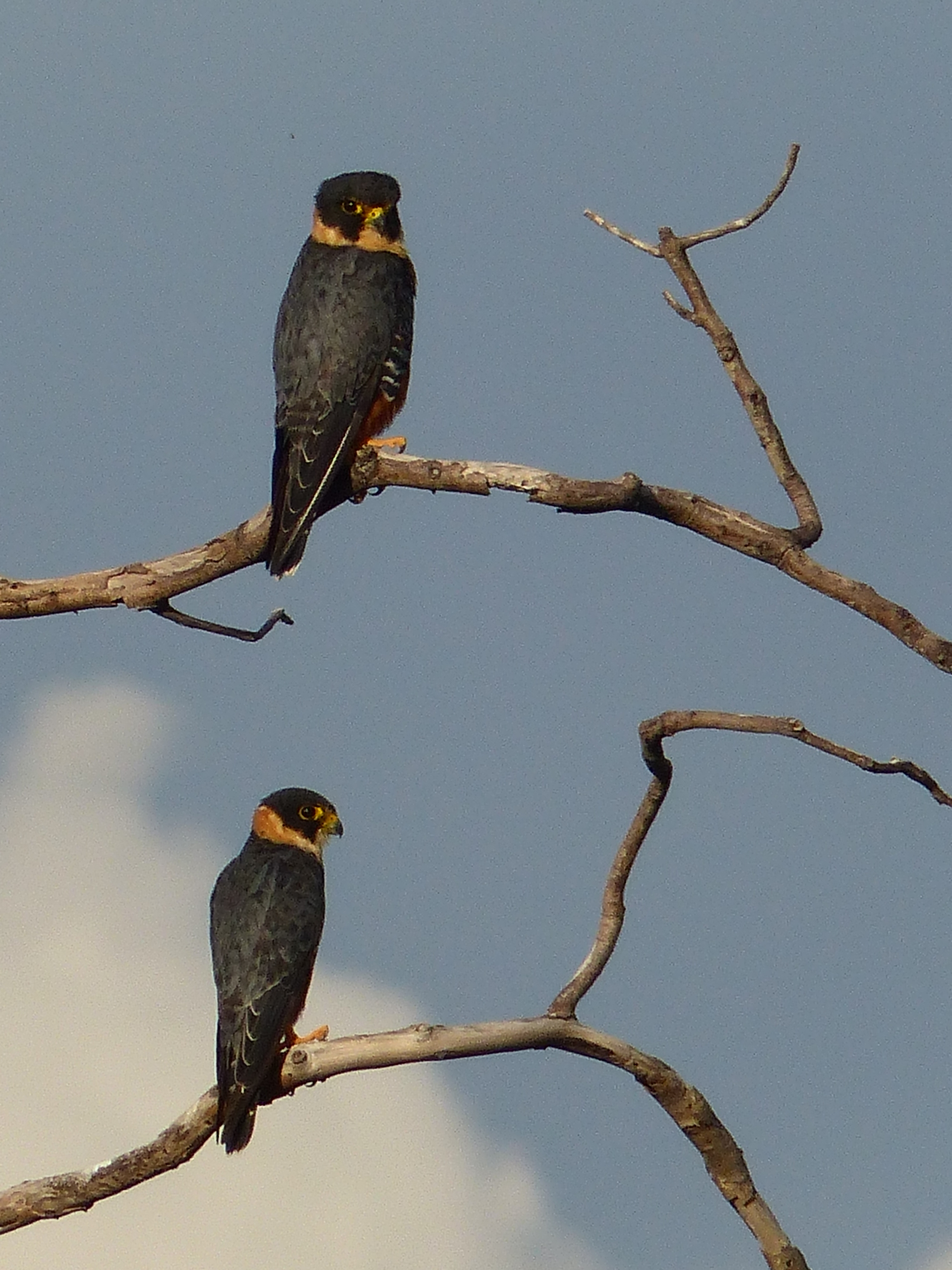
Weibliche Fledermausfalken (oben) werden teils deutlich größer als männliche Exemplare

Der Fledermausfalke ist ein eher kleiner und kompakter Vertreter seiner Familie. Die Flügel sind lang und spitz zulaufend, im Flug werden sie in einer angedeuteten M-Form gehalten. Der Schwanz ist mittellang, mit eckiger Spitze ohne einzelne hervorstehende Steuerfedern. Besonders im Gleitflug erinnert die Silhouette leicht an die eines besonders großen Vertreters der Segler. Der Kopf wirkt im Verhältnis zum Körper groß und klobig, was besonders beim Männchen durch aufstellbare Federn im Nacken und an den Wangen verstärkt wird. Die Füße sind eher klein, enden jedoch in langen, starken Zehen und Klauen. Der Schnabel ist kurz und die obere Mandibel falkentypisch stark nach unten gebogen. Die Proportionen des Körperbaus ähneln insgesamt denen des auch in Europa verbreiteten Merlins (F. columbarius). Wie dieser ist auch der Fledermausfalke morphologisch an Sturzflüge mit besonders hoher Beschleunigung angepasst. Hinsichtlich Größe und Gewicht liegt bei der Art ein besonders ausgeprägter Sexualdimorphismus vor, wobei die Weibchen im Schnitt 18 % größer und 64 % schwerer als ihre männlichen Artgenossen werden können. Ausgewachsene Vögel erreichen Größen von 24 bis 29 cm. Die Flügelspannweite der Männchen liegt zwischen 51 und 58 cm bei einem Gewicht im Bereich von 108 bis 150 g. Bei weiblichen Exemplaren wurden hingegen Flügelspannweiten von 56 bis 58 cm und ein Gewicht zwischen 177 und 242 g gemessen. Rücken, Mantel sowie die Oberseite der Flügel wirken aus der Entfernung einheitlich schwarz, aus kürzerer Distanz lassen sich jedoch schiefergraue bis bläulich-schwarze Säume und sehr dunkle Federschäfte erkennen. An Handdecken und Schwungfedern finden sich gelegentlich schmale, weiße Spitzen. Die Unterseite der Flügel zeigt eine dunkelgraue Grundfärbung, die von einem weißen Fleckenmuster durchzogen ist. Diese Musterung ist an den Rand- und kleinen Armdecken sehr feingliederig. Von dort aus werden die weißen Flecken in Richtung der äußeren Schwungfedern graduell größer und die Abstände zwischen ihnen nehmen zu. Färbung und Muster setzen sich an den Flanken fort, wobei die Flecken dort eher zu schmalen, weißen Streifen werden. Stirn, Haube, Wangen und Ohrdecken sind mattschwarz gefärbt. Zügel und Kehle sind davon in dunklem Weiß abgesetzt. Die Wachshaut und ein schmaler Ring um die Augen sind kräftig gelb gefärbt. Über Nacken, Hals und obere Brust zieht sich ein breites, weißes bis cremefarbenes Band das einen starken Kontrast zu den ansonsten dunklen Tönen der Oberseite bietet. Individuell variierend kann dieser Bereich auch orangefarbene oder rotbraune Einschläge aufweisen. Die untere Brust und der obere Bauchbereich sind wiederum schwärzlich gefärbt, durchzogen von einer schmalen weißen Sperberung. Der untere Bauch und die Unterschwanzdecken erscheinen in zimtfarbenen bis orange-braunen Farbtönen. Die Steuerfedern sind beiderseits mattschwarz, mit schmalen, weißen Spitzen. An beiden Seiten findet sich ein Muster schmaler, weißer Streifen, das an der Oberseite jedoch sehr unauffällig ist. Die unbefiederten Beine sind orange-gelb, der Schnabel bläulich-grau mit etwas hellerer Basis. Die Iris des Auges zeigt ein wenig auffälliges dunkelbraun.

### Jungvögel
Das Jugendkleid entspricht weitestgehend dem Aussehen der Adulten, Jungvögel können jedoch vor allem durch ein leicht bräunliches Gefieder an der Oberseite unterschieden werden. Die farblich abgesetzten Säume in diesem Bereich fehlen zunächst noch, entwickeln sich jedoch bereits im Alter von circa sechs Monaten. Eindeutigstes, jedoch oft nur schwierig zu sehendes Merkmal ist ein schwarzes Fleckenmuster an den Unterschwanzdecken. Des Weiteren tendieren Jungvögel an allen helleren Körperpartien zu eher zimt- oder cremefarbenen als weißen Tönen. Diese Eigenschaft ist jedoch auch bei älteren Vögeln recht variabel. Beine und Füße sind außerdem in blasserem Gelb gefärbt, die Wachshaut wirkt gelegentlich eher grünlich als gelb. Nach etwa einem Jahr sind junge Fledermausfalken optisch nicht mehr von älteren Exemplaren zu unterscheiden.

### Verwechslungskandidaten

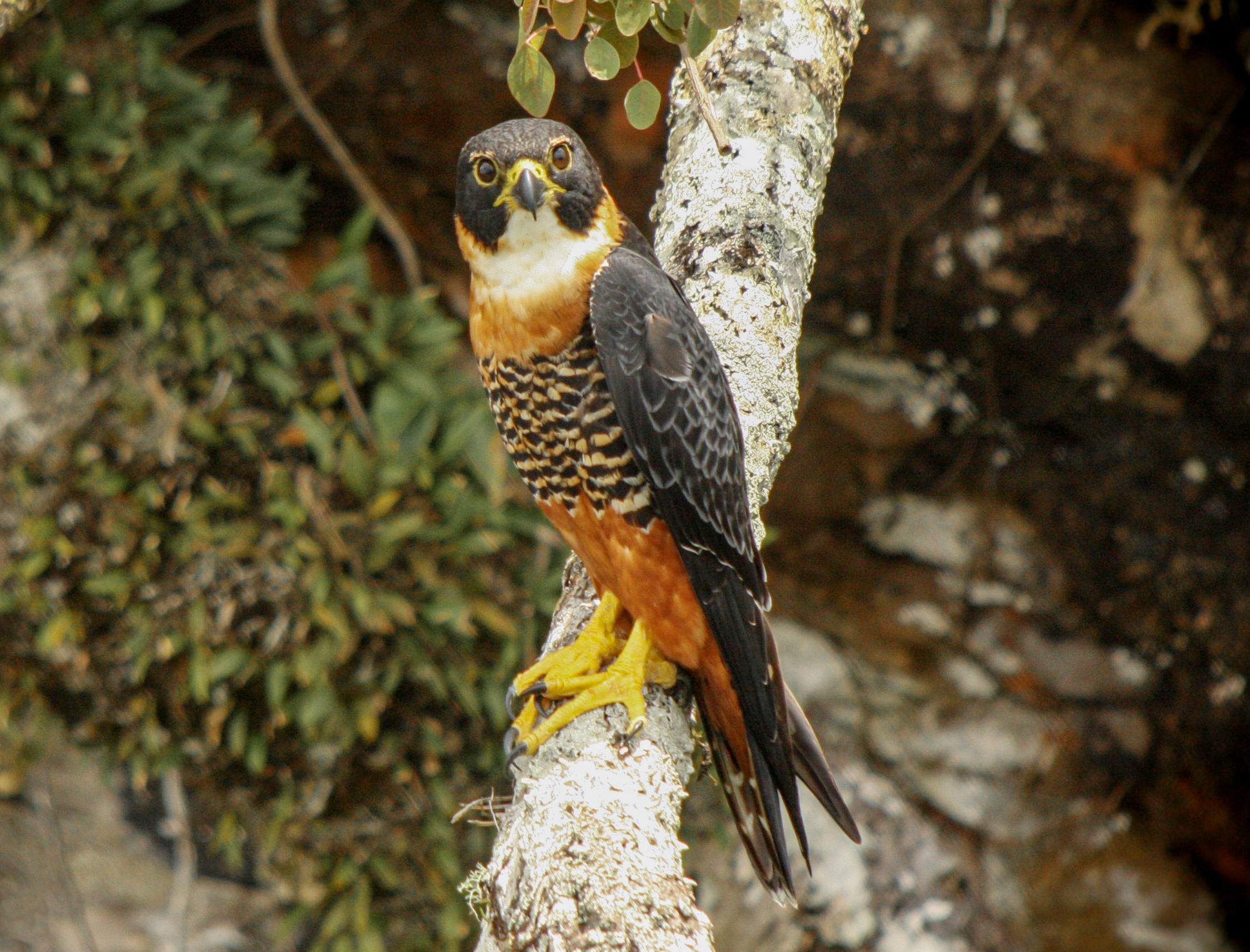
Der nah verwandte Rotbrustfalke (F. deiroleucus) wird oft mit dem Fledermausfalken verwechselt

Verwechslungen mit dem optisch sehr ähnlichen und eng verwandten Rotbrustfalken (F. deiroleucus) kommen regelmäßig vor. Diese Tatsache stellt besonders für die Bestandseinschätzung des seltenen Rotbrustfalken ein großes Problem dar. Offensichtlichstes Unterscheidungsmerkmal der beiden Arten ist die deutlich kleinere Körpergröße des Fledermausfalken, wobei jedoch die größten Weibchen in etwa eine ähnliche Größe wie die kleinsten Männchen des Rotbrustfalken erreichen können. Darüber hinaus wirkt der Kopf des Rotbrustfalken noch klobiger, die Füße und Klauen größer und massiver. Die Unterschiede bei der Gefiederfärbung sind jedoch eher subtil und können selten zur eindeutigen Unterscheidung herangezogen werden. Seltener kommen darüber hinaus Verwechslungen mit dem Aplomadofalken (F. femoralis) vor, der jedoch ein anderes Flugbild und ein leichter zu identifizierendes Muster am Kopf aufweist. Durch die ähnliche Flugsilhouette sind außerdem Verwechslungen mit dem Halsbandsegler (Streptoprocne zonaris) nicht unbekannt.

## Habitat und Lebensweise
Verhalten und Lebensweise des Fledermausfalken sind für einen neotropischen Raubvogel vergleichsweise gut erforscht. Die Art ist ein Bewohner humider, tropischer Wälder, scheint jedoch nicht zwangsläufig auf unberührten Primärwald angewiesen zu sein. Stattdessen kommt der Fledermausfalke auch mit sekundären Waldformen zurecht und scheint sogar bis zu einem gewissen Grad von der Schaffung komplexer Landschaften mit Waldabschnitten, offenem Agrarland und Straßen zu profitieren. Auch aus urbanen Umgebungen wurden bereits gelegentlich Sichtungen gemeldet. Die Vögel leben hauptsächlich im Tiefland bis auf Höhen von etwa 1700 m, ein einzelner Fall eines Exemplars, das im bolivianischen Hochland auf circa 3250 m Höhe gefunden wurde, wird als mögliche nomadische Wanderung gedeutet. Grundsätzlich handelt es sich jedoch um einen Standvogel, selten migrieren allerdings offenbar einige Exemplare – vermutlich Jungvögel in ihrem ersten Jahr – über kurze Strecken. Fledermausfalken bilden Paare, die auch außerhalb der Brutzeit zusammenbleiben und ein Territorium rund um den Nistplatz des Vorjahres bewohnen. Dass ein Territorium besetzt ist, signalisieren die Vögel durch lautes Rufen und längeres Sitzen an einer besonders exponierten Sitzwarte. Eindringlinge, bei denen es sich teils um deutlich größere Arten wie Rabengeier (Coragyps atratus), Schwarzbussard (Buteogallus urubitinga) oder Schneebussard (Pseudastur albicolis) handeln kann, werden aggressiv aus dem Flug heraus attackiert und wenn möglich vertrieben.

### Ernährung und Jagdverhalten

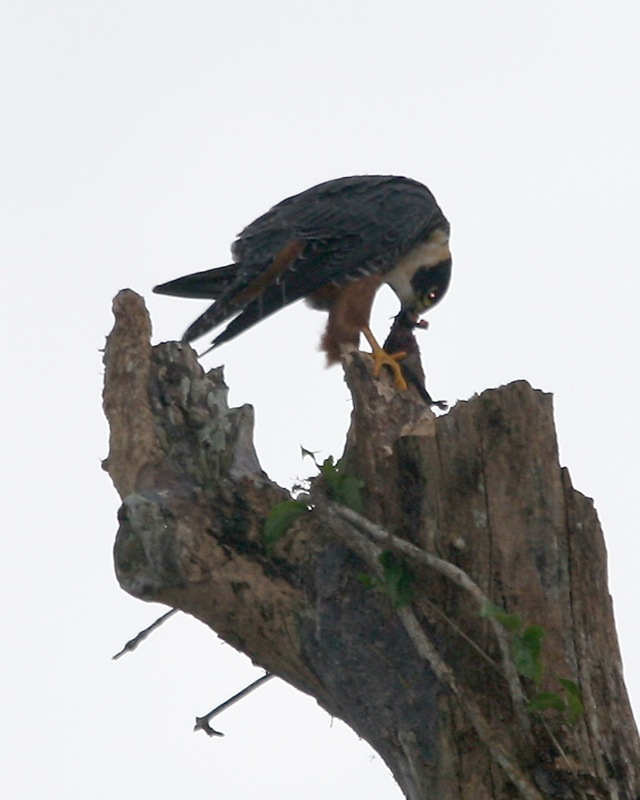
Fledermausfalke mit Beute

Anders als der deutsche Trivialname der Art suggeriert, sind Fledermausfalken in der Regel nicht auf Fledermäuse als Hauptbestandteil ihres Speiseplans spezialisiert. Stattdessen richten sie sich eher opportunistisch nach dem verfügbaren Nahrungsangebot in der jeweiligen Region. Typischerweise machen jedoch Vögel und Insekten den Großteil der Nahrung aus, während Fledermäuse und Echsen eher ergänzend angenommen werden. Hierbei tendieren die größeren Weibchen grundsätzlich dazu, vor allem Vögel zu erbeuten, während die kleineren Männchen sich außerhalb der Brutzeit häufig mit Insekten zufriedengeben. Die erbeuteten Vogelarten sind in der Regel solche, die einen Großteil ihrer Zeit in der Luft verbringen, wie etwa Schwalben oder Kolibris. Darüber hinaus scheinen verschiedene Arten der Tyrannen bevorzugt geschlagen zu werden. Eine Studie an Fledermausfalken in der venezolanischen Stadt Guanare stellte außerdem die regelmäßige Jagd auf Wasservögel fest, die im natürlichen Lebensraum der Falken normalerweise kaum eine Rolle spielen. Manche der größeren erbeuteten Vögel sind in etwa so schwer oder noch schwerer als die Falken selbst. Dennoch wird größere Beute im Anschluss an eine erfolgreiche Jagd vor dem Verzehr zunächst an einen sicheren Ort geschleppt, teilweise auch über größere Strecken. Insekten und andere kleine Beutetiere werden hingegen direkt nach dem Fang noch im Flug gefressen. Bei der Fütterung der Jungvögel fällt vor allem großen Insekten wie etwa Libellen eine besondere Bedeutung zu. Fledermausfalken gehen bevorzugt während der Dämmerung auf die Jagd. Diese beginnt entweder von einem Ansitz oder aus dem eigenen Gleitflug heraus, wobei die Beute entweder mit hoher Geschwindigkeit verfolgt oder von oben aus dem Sturzflug heraus überrascht wird. Des Weiteren versuchen die Falken häufig, potenzielle Beute durch dichte, schnelle Flüge über dem Blätterdach aufzuscheuchen. Auf am Boden befindliche Beute wird hingegen keine Jagd gemacht. Eine besondere Methode wird bei der Jagd auf Insekten wie Bienen angewandt, die sich häufig auf der Unterseite von Blättern verstecken. Fledermausfalken wurden dabei beobachtet, wie sie sich aus der Luft durch das Blätterdach stürzen und mit den Füßen gezielt gegen große Blätter stoßen, damit die darunter befindlichen Insekten auffliegen und anschließend im Flug gefangen werden können. Der festgestellte Jagderfolg variiert dabei zwischen den einzelnen Methoden und ist bei Versuchen in der freien Luft über dem Wald am höchsten.

### Stimme
Während einzeln angetroffene Fledermausfalken als eher still gelten, können Paare vor allem während der Brutzeit ausgesprochen laut und ruffreudig sein. Der charakteristische Ruf der Art ist ein schnelles, schrilles kew-kew-kew, das in verschiedenen Situationen, wie der Verteidigung des Nests oder der Landung nach einem Flug vorgetragen wird. Dieser von beiden Geschlechtern genutzte Laut soll sehr stark dem Ruf des auch in Mitteleuropa heimischen Baumfalken (F. subbuteo) ähneln. Nur weiblichen Vögeln und Nestlingen ist hingegen ein klagender, hochfrequenter Bettelruf vorbehalten, der das Männchen zur Jagd auffordern soll. Bei der Nahrungsübergabe oder im Kontext der Paarbindung ist darüber hinaus oft eine Reihe gedämpft klingender Pieps- und Gurrlaute zu hören.

### Fortpflanzung
Das Einsetzen der Brutzeit variiert regional, scheint jedoch zumindest häufig mit dem Höhepunkt der Trockenzeit zusammen zu fallen, so dass die Nachkommen am Beginn der Regenzeit zu Schlüpfen beginnen. Im Falle der am besten untersuchten Population in Mittelamerika beginnt die Balz im Februar oder März, mit der Eiablage im April. Die Jungvögel verlassen die Nester dann Mitte Mai bis Ende Juni. Die Balz besteht aus gemeinsamen, engen Gleitflügen hoch in der Luft und in der Nähe möglicher Nistplätze. Das Männchen führt außerdem schnelle Flugmanöver wie Scheinangriffe auf andere Vögel aus, die normalerweise nicht Teil des Beutespektrums sind. Darüber hinaus kommt es zur Übergabe von Nahrung an das Weibchen. Dieses signalisiert seine Paarungsbereitschaft, indem es das Gefieder am Kopf eng an die Haut presst und den Kopf mit nach unten zeigendem Schnabel nach vorn streckt. Die Begattung findet in der Regel im Anschluss an die gemeinsame Inspektion eines möglichen Brutplatzes statt. Fledermausfalken errichten kein eigenes Nest, sondern Nutzen natürlich entstandene oder von anderen Arten angelegte Baumhöhlen, Felsspalten in Klippen oder auch aufgegebenen Termitenkolonien als Nistplatz. Darüber hinaus werden auch menschliche Strukturen wie Gebäude und Kräne genutzt. In der Regel befindet sich der Nistplatz etwa 10 bis 50 m über dem Erdboden. Die Gelegegröße liegt bei zwei bis vier Eiern, wobei drei Eier am häufigsten vorkommen. Diese sind im Durchschnitt etwa 40,5 × 31,5 mm groß und wiegen circa 22,5 g. Die Inkubationszeit liegt wie bei verwandten Arten bei etwa 30 Tagen, gefolgt von einer Nestlingsphase von weiteren 35 bis 40 Tagen. Die Bebrütung übernimmt in der Regel allein das Weibchen, wobei es bei manchen Paaren vorkommen kann, dass auch das Männchen das Gelege bebrütet. Ist dies der Fall, jagt das Weibchen während dieser Zeit aktiv und füttert auch den männlichen Vogel, was ein für Falken sehr ungewöhnliches Verhalten darstellt. Beteiligt sich das Männchen nicht, ist es in dieser Zeit allein für die Versorgung seiner Partnerin mit Nahrung verantwortlich, während das Weibchen das Nest erst wieder für eigene Jagden verlässt, wenn die Nachkommen bereits einige Wochen alt sind. Die Nestlinge sind nach dem Schlüpfen zunächst von gräulich-weißen Daunen bedeckt, ihre unbefiederten Füße und Beine sind hell-gelb. Auch nach dem Erreichen der Flugfähigkeit verlassen sie die Umgebung des Nests nur zögerlich und halten sich bis zu 40 Tage danach immer noch in einem Umkreis von nur 50 m um den Nistplatz auf. Bei den ersten Flugversuchen werden sie von einem der Eltern begleitet. Im Anschluss an das endgültige Verlassen des Nests bleiben die Nachkommen noch für mindestens weitere zwölf Wochen von den Altvögeln abhängig, bevor sie deren Territorium schließlich verlassen. Junge Fledermausfalken beginnen oft schon in ihrem ersten Lebensjahr mit eigenen Brutversuchen, die in diesem Alter allerdings nur selten erfolgreich verlaufen.

## Verbreitung und Gefährdung

Verbreitungsgebiet des Fledermausfalken

Der Fledermausfalke bewohnt ein sehr großes Verbreitungsgebiet, das sich über weite Teile der Neotropis erstreckt. In Südamerika wird fast der gesamte Norden und Osten des Kontinents besiedelt, wobei die südliche Grenze in etwa auf Höhe des brasilianischen Bundesstaates Paraná verläuft. Von dort aus verläuft sie in nordwestlicher Richtung durch den Süden Paraguays und den äußersten Norden Argentiniens nach Zentralbolivien, bis im Westen schließlich die Anden eine natürliche Begrenzung darstellen. Westlich der Bergkette reicht das Verbreitungsgebiet in südlicher Richtung nur bis nach Ecuador und als schmaler Streifen bis kurz hinter die peruanische Grenze. Über den Isthmus von Panama reicht das Verbreitungsgebiet weiter nach Mittelamerika, ist dort aber nicht mehr so zusammenhängend wie weiter südlich. In vielen Regionen werden nur die Ebenen entlang der Pazifik- und Karibikküste besiedelt, wobei sich auf der karibischen Seite zumeist die höheren Populationsdichten finden. Die nördliche Grenze verläuft durch die mexikanischen Bundesstaaten Sonora im Westen und Tamaulipas und Nuevo León im Osten, womit minimal die Nearktis erreicht wird. Darüber hinaus wird eine Reihe vorgelagerter Inseln, darunter Trinidad und die Perleninseln, besiedelt. Lokal gilt der Fledermausfalke noch immer als häufig anzutreffender Brutvogel, in einigen Regionen sind jedoch in der Vergangenheit bereits starke Bestandsrückgänge zu verzeichnen gewesen. Obwohl auch global ein moderat rückläufiger Populationstrend erkennbar ist, führt die IUCN den Fledermausfalken noch immer auf der niedrigsten Gefährdungsstufe least concern („nicht gefährdet“), wofür vor allem das sehr große Verbreitungsgebiet als Begründung dient. Bestandsschätzungen der Vogelschutzorganisation Partners in Flight aus dem Jahr 2019 gehen von einer Population in der Größenordnung zwischen 500.000 und 5.000.000 adulten Individuen aus. Für den Rückgang der Bestandszahlen wird vor allem der Verlust von Lebensraum durch die zunehmende Entwaldung vieler süd- und mittelamerikanischer Regionen verantwortlich gemacht.

## Systematik

### Äußere Systematik
Die Erstbeschreibung des Fledermausfalken stammt aus dem Jahr 1800 und geht auf den französischen Zoologen François-Marie Daudin zurück. Als Ursprungsort des Holotyps ist nur „Cayenne“ angegeben. Als wissenschaftlichen Namen der neuen Art wählte Daudin das Binomen Falco rufigularis, wobei sich das Artepitheton von den lateinischen Begriffen rufus für „rot“ und gular für „Kehle“ ableitet. Große morphologische und geographische Überschneidungen legen traditionell eine enge Verwandtschaft mit dem Rotbrustfalken nahe, wobei auch molekulargenetische Untersuchungen bestätigen, dass es sich bei den beiden Arten sehr wahrscheinlich um Schwestertaxa handeln dürfte. Darüber hinaus wurde lange eine nahe Verwandtschaft mit dem Aplomadofalken angenommen, für die neben äußerlichen Gemeinsamkeiten auch der sehr ähnliche Aufbau des Stimmkopfes bei den beiden Arten spricht. In diesem Fall konnten genetische Forschungen jedoch keine Anzeichen für eine enge Beziehung finden, stattdessen scheint der Aplomadofalke eher dem in Neuseeland heimischen Maorifalken (F. novaeseelandiae) nahezustehen.

### Innere Systematik
In der Vergangenheit wurden insgesamt vier Unterarten des Fledermausfalken beschrieben, deren Gültigkeit jedoch als umstritten gilt. Einige Autoren nehmen stattdessen an, dass die eher subtilen und graduell verlaufenden Unterschiede bei der Gefiederfärbung eher klinale Variationen derselben Form darstellen. Während rund um den Äquator lebende Vögel die kräftigste Färbung aufweisen, nimmt die Sättigung der Farben von dort aus in Richtung Nord und Süd immer weiter ab. Die International Ornithologists’ Union akzeptiert derzeit die folgenden drei Unterarten:
- F. r. rufigularis Daudin, 1800[13] – Die Nominatform bewohnt den größten Teil des Verbreitungsgebiets vom Osten Kolumbiens bis in die Guyanas und in den Süden Brasiliens und den Nordosten Argentiniens.
- F. r. ophryophanes (Salvadori, 1895)[14] – Östliches Bolivien bis nach Südwestbrasilien, Paraguay und Nordostargentinien.
- F. r. petoensis Chubb, C, 1918[15] – Mexiko bis westliches Ecuador.

Gemäß alternativer Auffassung wird fast das gesamte Verbreitungsgebiet durch die Nominatform besiedelt. Lediglich den am äußersten nördlichen Rand in den mexikanischen Bundesstaaten Sonora und Sinaloa lebenden und besonders blass gefärbten Populationen wird der Status einer eigenen Unterart zugestanden:
- F. r. petrophilus van Rossem & Hachisuka, 1937[16]

## Etymologie und Forschungsgeschichte
Die Erstbeschreibung des Fledermausfalke erfolgte 1800 durch François-Marie Daudin unter dem wissenschaftlichen Namen Falco rufigularis. Er bezog sich auf John Latham und das Verbreitungsgebiet Suriname. 1758 führte Carl von Linné die für die Wissenschaft neue Gattung Falco ein. Der Begriff leitet sich von lateinisch falco, falconis, falcon, flectere ‚Falke, krümmen‘ ab. Der Artname rufigularis bildet sich aus lateinisch rufus ‚rot‘ und lateinisch gularis, gula ‚kehlig, Kehle‘. Ophryophanes ist ein Wortgebilde aus οφρυς, οφρυος ophrys, ophryos für Braue, Augenbraue und φανης, φαινω phainō, phainō für zeigend, erscheinen. Petoensis bezieht sich auf Peto. Petrophilus leitet sich aus πετρα petra für Fels und φιλος, φιλεω, φιλος philos, phileō, philos für liebend, lieben, Liebhaber. F. r.  pax Chubb, C, 1918 wird heute als Synonym zur Nominatform betrachtet. Pax bezieht sich auf das Departamento La Paz. Alfred Laubmann nennt in seinem Werk Die Vögel von Paraguay mit Hypotriorchis melanogyne Bertoni, 1901 ein weiteres Synonym für F. r. ophryophanes. Melanogyne bildet sich aus μελας, μελανος melas, melanos für schwarz und γυνη, γυναικος gynē, gynaikos für Frau, weiblich.